# Ezcurra-Fjord
Der Ezcurra-Fjord (französisch Fiord Ezcurra, englisch Ezcurra Inlet, spanisch Ensenada Ezcurra) ist eine Bucht an der Südküste von King George Island in den Südlichen Shetlandinseln. Sie bildet den westlichen Seitenarm der Admiralty Bay.
Kartiert wurde sie im Dezember 1909 bei der Fünften Französischen Antarktisexpedition (1908–1910) unter der Leitung des Polarforschers Jean-Baptiste Charcot. Dieser benannte sie nach dem argentinischen Politiker Pedro de Ezcurra (1859–1911), Landwirtschaftsminister seines Landes im Jahr 1908, welcher der französischen Forschungsreise behilflich war.